# Bobartia

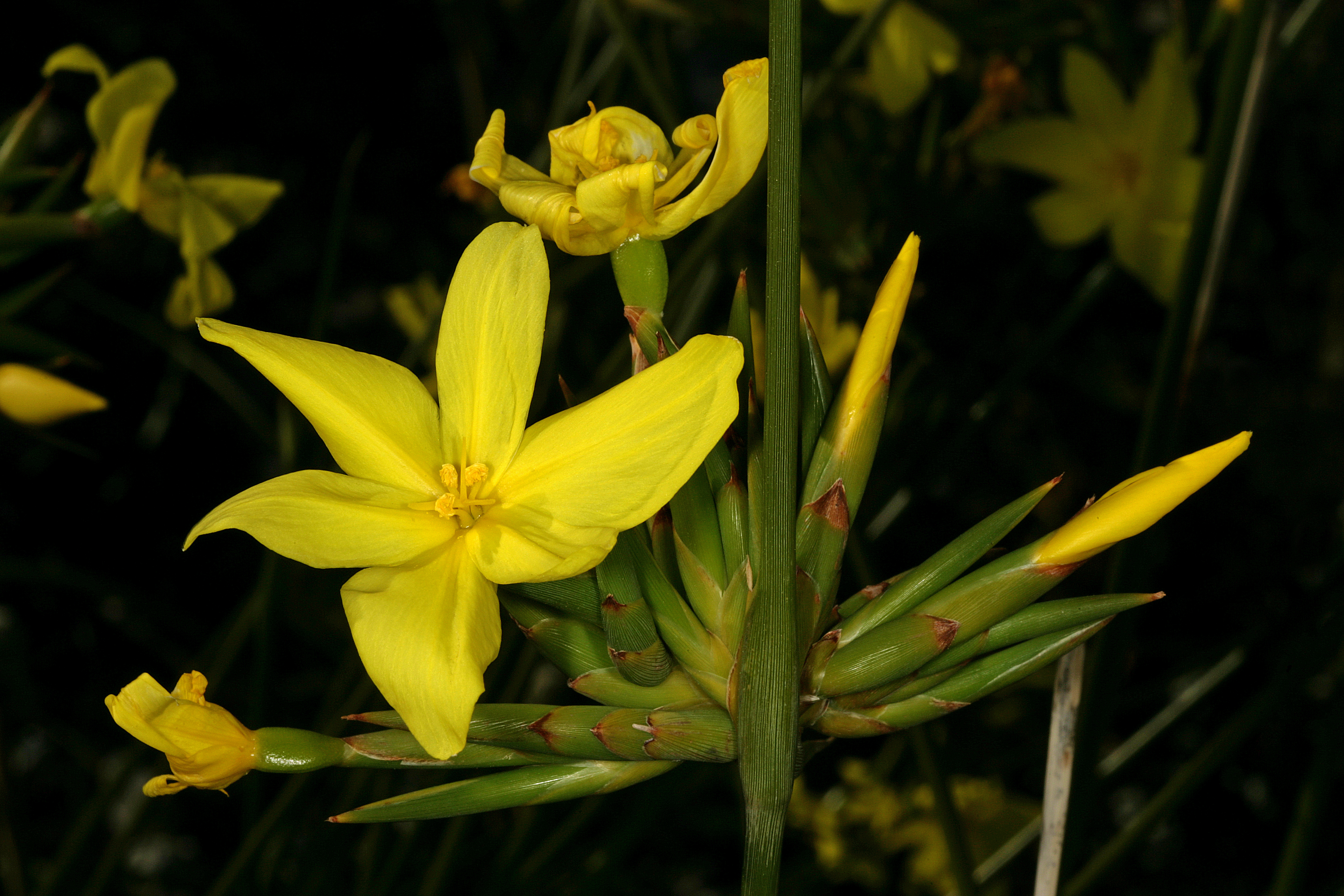
Bobartia longicyma

Bobartia – rodzaj roślin należący do rodziny kosaćcowatych (Iridaceae). Obejmuje 15–17 gatunków. Rośliny te występują w południowej Afryce, z centrum zróżnicowania w Prowincji Przylądkowej Zachodniej i Wschodniej. Rosną na ubogich siedliskach na terenach górskich na skałach i glebach powstających z piaskowców. Mają kłącze płożące lub prosto się wznoszące i liście zarówno płaskie, mieczowate, jak i okrągłe na przekroju. Kwiaty zwykle żółte.

## Systematyka
Rodzaj z plemienia Irideae, z podrodziny Iridoideae z rodziny kosaćcowatych (Iridaceae).
Wykaz gatunków
- Bobartia aphylla (L.f.) Ker Gawl.
- Bobartia fasciculata Gillett ex Strid
- Bobartia filiformis (L.f.) Ker Gawl.
- Bobartia gladiata (L.f.) Ker Gawl.
- Bobartia gracilis Baker
- Bobartia indica L.
- Bobartia lilacina G.J.Lewis
- Bobartia longicyma Gillett
- Bobartia macrocarpa Strid
- Bobartia macrospatha Baker
- Bobartia orientalis Gillett
- Bobartia paniculata G.J.Lewis
- Bobartia parva Gillett
- Bobartia robusta Baker
- Bobartia rufa Strid